# Danh sách hoang mạc
Danh sách các hoang mạc được sắp xếp theo các khu vực của thế giới, và vị trí của nó.

### Châu Phi
- Hoang mạc Kalahari – sa mạc bao trùm lên phần lớn diện tích của Botswana và các bộ phận của Namibia và Nam Phi
- Hoang mạc Karoo - sa mạc bao gồm các bộ phận phía nam Nam Phi.
- Sa mạc Namib – sa mạc ven biển Namibia
- Sa mạc Moçâmedes - sa mạc nằm ở phía tây nam Angola gần biên giới với Namibia ở phía bắc của sa mạc Namib
- Sa mạc Danakil – sa mạc nằm trong Tam giác Afar và bao gồm đông bắc Ethiopia, phía nam Eritrea, Djibouti và tây bắc Somalia
  - Sa mạc ven biển Eritrea - sa mạc nằm dọc theo phần phía nam của bờ biển Eritrea và Djibouti, là một phần của Danakil.
- Sa mạc Bara Lớn - sa mạc bao gồm các phần phía nam Djibouti
- Sa mạc Ogaden - sa mạc ở đông nam Ethiopia và khu vực phía bắc và giữa Somalia
- Sa mạc Chalbi – sa mạc ở miền bắc Kenya, dọc theo biên giới với Ethiopia.
- Sa mạc Lompoul - sa mạc nằm ở phía tây bắc Sénégal, giữa Dakar và Saint-Louis
- Sa mạc Sahara – sa mạc lớn nhất châu Phi và là sa mạc nóng lớn nhất thế giới, tại nhiều quốc gia Bắc Phi bao gồm:
  - Ténéré – sa mạc bao phủ phía đông bắc Niger và Tây Tchad
  - Tanezrouft – sa mạc bao phủ phía bắc Mali, tây bắc Niger cũng như trung và nam Algérie, ở phía tây của dãy núi Hoggar
  - El Djouf - sa mạc bao gồm đông bắc Mauritanie và các bộ phận phía tây bắc Mali
  - Sa mạc Djourab - sa mạc bao phủ phía bắc trung tâm Chad.
  - Sa mạc Tin-Toumma - sa mạc bao phủ phía đông nam Niger, ở phía nam của Ténéré
  - Sa mạc Libya (còn được gọi là Sa mạc Tây) – sa mạc bao phủ phía đông Libya và tây Ai Cập, ở phía tây của sông Nin
    - Sa mạc Trắng – sa mạc bao gồm một phần phía tây Ai Cập và nằm ở Farafra, Ai Cập.

  - Sa mạc Ả Rập (còn được gọi là Sa mạc Đông) – sa mạc bao phủ phía đông Ai Cập, ở phía đông của sông Nin và cũng bao gồm các Thung lũng sông Nin.
  - Sa mạc Nubian – sa mạc bao phủ phía đông bắc Sudan, giữa sông Nin và Biển Đỏ
  - Sa mạc Bayuda – sa mạc bao phủ phía đông Sudan, giữa sông Nin và Biển Đỏ và nằm ngay ở phía tây nam của sa mạc Nubian
  - Sa mạc Sinai – sa mạc nằm trên bán đảo Sinai của Ai Cập
    - Sa mạc Xanh – sa mạc bao gồm một phần của sa mạc Sinai, gần Biển Đỏ và nằm xung quanh Dahab, Ai Cập.

  - Sa mạc ven biển Đại Tây Dương – sa mạc nằm dọc theo bờ biển phía tây của sa mạc Sahara và chiếm một dải hẹp của Tây Sahara và Mauritanie

### Lục địa Á-Âu
Châu Á
- Sa mạc Ả Rập – sa mạc phức tạp nằm trên bán đảo Ả Rập bao gồm:
  - Sa mạc Al-Dahna - bộ phận trung tâm chính của sa mạc Ả Rập và bao gồm các bộ phận của Ả Rập Xê Út
  - Rub' al Khali - sa mạc cát lớn nhất thế giới và trải qua các quốc gia Ả Rập Xê Út, Oman, UAE và Yemen
  - An Nafud - sa mạc ở phần phía bắc của bán đảo Ả Rập
  - Ramlat al-Sab`atayn - sa mạc ở bắc - trung Yemen
  - Ramlat al-Wahiba - sa mạc bao phủ phần lớn của Oman
- Cholistan – sa mạc tại Pakistan
- Dasht-i-Margo - sa mạc ở tây nam Afghanistan
- Dasht-e Kavir – sa mạc ở trung tâm Iran
- Dasht-e Loot – sa mạc muối lớn ở đông nam Iran
- Sa mạc Gobi – sa mạc ở Mông Cổ và Trung Quốc
- Sa mạc Indus Valley – sa mạc nằm ở Pakistan.
- Hoang mạc Judaean – sa mạc ở Israel và Bờ Tây
- Kara Kum – sa mạc lớn ở trung tâm châu Á.
- Sa mạc Kharan – sa mạc tại Pakistan
- Kyzyl Kum – sa mạc tại Kazakhstan và Uzbekistan
- Lop Desert – sa mạc tại Trung Quốc
- Ordos – sa mạc ở phía bắc Trung Quốc
- Rub' al Khali – sa mạc tại Ả Rập Xê Út
- Sa mạc Taklamakan – sa mạc tại Trung Quốc
- Sa mạc Thal – sa mạc tại Pakistan
- Sa mạc Thar – sa mạc tại Ấn Độ và Pakistan
- Sa mạc Maranjab – sa mạc tại trung tâm Iran
- Hoang mạc Negev – sa mạc tại phía nam Israel

Châu Mỹ
A-ri-dô-na ở Bắc Mỹ

## Địa cực
- Hoang mạc Nam Cực – hoang mạc lớn nhất thế giới [1]
- Hoang mạc Bắc Cực – là "hoang mạc" lớn thứ hai thế giới, mặc dù nó nó là một đại dương có khí hậu lạnh, vì vậy nó không phải là một hoang mạc theo nghĩa thông thường
- Greenland – Lãnh nguyên lớn
- Vùng Cực Bắc Mỹ –  một lãnh nguyên rộng lớn ở Bắc Mỹ
- Bắc Cực (Nga) – một lãnh nguyên lớn ở Nga

## Xếp theo diện tích

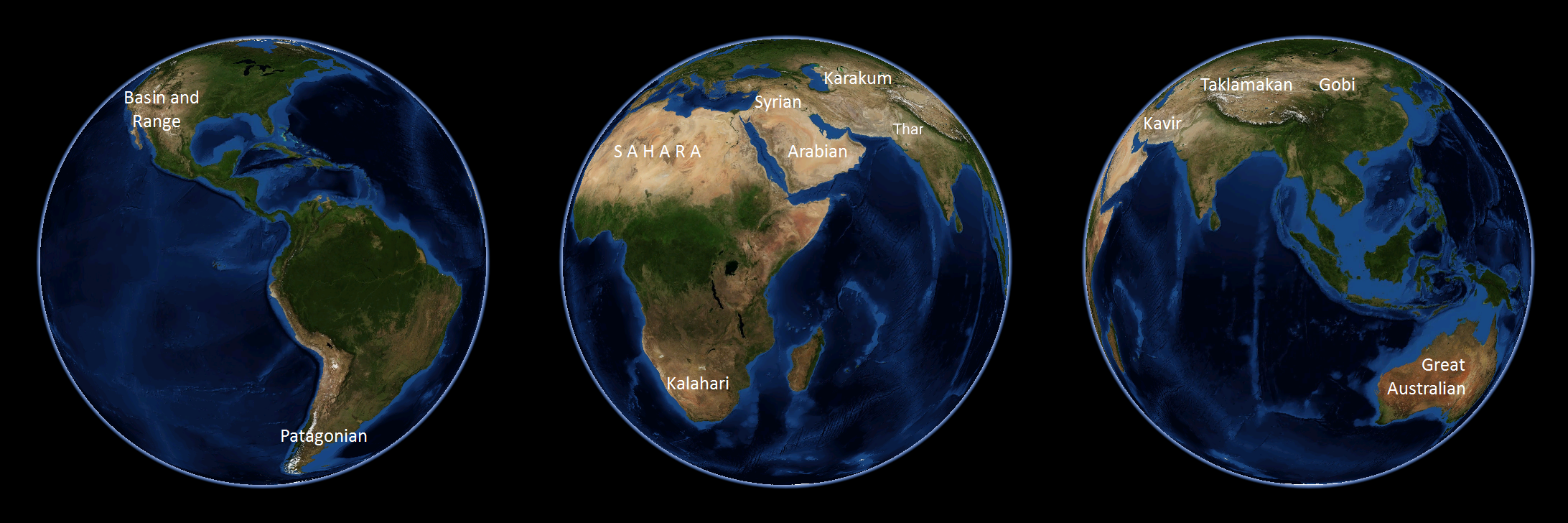
Phân bố các hoang mạc lớn nhất trên thế giới

Dưới đây là danh sách các hoang mạc lớn nhất trên thế giới, xếp theo diện tích, bao gồm tất cả các hoang mạc có diện tích trên 50.000 km vuông (19.300 dặm vuông).:
| Xếp hạng | Tên                    | Loại khí hậu            | Hình ảnh | Diện tích (km²) | Diện tích (sq mi) | Vị trí |                                                                                              |
| -------- | ---------------------- | ----------------------- | -------- | --------------- | ----------------- | --- | -------------------------------------------------------------------------------------------- |
| 1        | Hoang mạc Nam cực      | Băng cực và lãnh nguyên |          | 14.200.000      | 5.400.000         | Châu Nam Cực                                                                                                   |                                                                                              |
| 2        | Hoang mạc Bắc Cực      | Băng cực và lãnh nguyên |          | 13,900,000      | 5.366.820         | Đông Âu Bắc Mĩ Bắc Á Bắc Âu                                                                                    | Alaska, Canada, Phần Lan, Greenland, Iceland, Jan Mayen, Na Uy, Nga, Svalbard, and Thụy Điển |
| 3        | Sa mạc Sahara          | Cận nhiệt đới           |          | 9.200.000+      | 3.552.140+        | Bắc Phi (Algérie, Tchad, Ai Cập, Eritrea, Libya, Mali, Mauritanie, Maroc, Niger, Sudan, Tunisia và Tây Sahara) |                                                                                              |
| 4        | Úc vĩ đại              | Cận nhiệt đới           |          | 2,700,000       | 1,042,476         | Úc and New Zealand                                                                                             | Úc                                                                                           |
| 5        | Sa mạc Ả Rập           | Nóng                    |          | 2.330.000       | 899.618           | Tây Á (Iraq, Jordan, Kuwait, Oman, Qatar, Ả Rập Xê Út, UAE và Yemen)                                           |                                                                                              |
| 6        | Sa mạc Gobi            | Lạnh                    |          | 1.295.000       | 500.002           | Đông Á (Trung Quốc và Mông Cổ)                                                                                 |                                                                                              |
| 7        | Hoang mạc Kalahari     | Nóng                    |          | 900.000         | 347.492           | Nam Phi (Angola, Botswana, Namibia và Nam Phi)                                                                 |                                                                                              |
| 8        | Sa mạc Patagonia       | Lạnh                    |          | 670.000         | 260.000           | Nam Mỹ (Argentina và Chile)                                                                                    |                                                                                              |
| 9        | Hoang mạc Victoria Lớn | Nóng                    |          | 647.000         | 250.000           | Úc |                                                                                              |
| 10       | Sa mạc Syria           | Nóng                    |          | 520.000         | 200.000           | Tây Á (Iraq, Jordan và Syria)                                                                                  |                                                                                              |
| 11       | Sa mạc Bồn Địa Lớn     | Lạnh                    |          | 492.000         | 190.000           | Hoa Kỳ |                                                                                              |
| 12       | Hoang mạc Chihuahua    | Nóng                    |          | 450.000         | 175.000           | Bắc Mỹ (México và Hoa Kỳ)                                                                                      |                                                                                              |
| 13       | Sa mạc Cát Lớn         | Nóng                    |          | 400.000         | 150.000           | Úc |                                                                                              |
| 14       | Hoang mạc Karakum      | Lạnh                    |          | 350.000         | 135.000           | Turkmenistan                                                                                                   |                                                                                              |
| 15       | Cao nguyên Colorado    | Lạnh                    |          | 337.000         | 130.000           | Hoa Kỳ |                                                                                              |
| 16       | Hoang mạc Sonoran      | Nóng                    |          | 310.000         | 120.000           | Bắc Mỹ (México và Hoa Kỳ)                                                                                      |                                                                                              |
| 17       | Kyzyl Kum              | Lạnh                    |          | 300.000         | 115.000           | Trung Á (Kazakhstan, Turkmenistan và Uzbekistan)                                                               |                                                                                              |
| 18       | Sa mạc Taklamakan      | Lạnh                    |          | 270.000         | 105.000           | Trung Quốc |                                                                                              |
| 19       | Sa mạc Thar            | Nóng                    |          | 200.000         | 77.000            | Nam Á (Ấn Độ và Pakistan)                                                                                      |                                                                                              |
| 20       | Sa mạc Gibson          | Nóng                    |          | 156.000         | 60.000            | Úc |                                                                                              |
| 21       | Sa mạc Simpson         | Nóng                    |          | 145.000         | 56.000            | Úc |                                                                                              |
| 22       | Hoang mạc Atacama      | Mát ven biển            |          | 140.000         | 54.000            | Nam Mỹ (Chile và Peru)                                                                                         |                                                                                              |
| 23       | Hoang mạc Mojave       | Nóng                    |          | 124.000         | 48.000            | Hoa Kỳ |                                                                                              |
| 24       | Sa mạc Namib           | Mát ven biển            |          | 81.000          | 31.000            | Nam Phi (Angola và Namibia)                                                                                    |                                                                                              |
| 25       | Dasht-e Kavir          | Nóng                    |          | 77.000          | 30.000            | Iran |                                                                                              |
| 26       | Dasht-e Lut            | Nóng                    |          | 52,000          | 20.000            | Iran |                                                                                              |